# Nicolas Rajsel
Nicolas Antoine Rajsel, francosko-slovenski nogometaš, * 31. maj 1993, Pontoise, Francija,
Rajsel je profesionalni nogometaš, ki igra na položaju vezista. Od leta 2024 je član poljskega kluba Kotwica Kołobrzeg. Pred tem je igral za francoski Paris Saint-Germain II, belgijske Union SG, Oostende, Roeselare in Dender ter azerbajdžanska Gabalo in Sabail. Skupno je v prvi slovenski ligi odigral 16 tekem in dosegel en gol. Leta 2014 je odigral eno tekmo in dosegel en gol za slovensko reprezentanco do 21 let.